# Rysslands herrlandslag i basket
Rysslands herrlandslag i basket vann EM 2007 i Spanien, efter seger med 60-59 mot Spanien i finalmatchen i Madrid.
Ryssland har även spelare i den amerikanska proffsligan NBA.
- VM: 
  - VM-guld: -
  - VM-silver: 1994, 1998
  - VM-brons: -

- EM: 
  - EM-guld: 2007
  - EM-silver: 1993
  - EM-brons: 1997, 2011

- OS: 
  - OS-guld: -
  - OS-silver: -
  - OS-brons: 2012